# Peter Kraft
Peter Kraft (* 9. Mai 1929 in Ratingen; † 11. Januar 2003) war ein deutscher Politiker (SPD).

## Leben und Beruf
Nach dem Besuch der Volksschule und der Handelsschule absolvierte er eine Verwaltungslehre.  Im Anschluss an die Ausbildung war er als Angestellter bei der Stadtverwaltung Ratingen und beim Landesarbeitsgericht Düsseldorf beschäftigt. Nach der Ausbildung für den gehobenen Dienst wurde er als Rechtspfleger und geschäftsleitender Beamter des LAG Düsseldorf eingesetzt. Seit 1945 war er Mitglied der SPD. Er war verheiratet und hatte ein Kind.

## Abgeordneter
Vom 24. Juli 1966 bis 25. Juli 1970 war Kraft Mitglied des Landtags des Landes Nordrhein-Westfalen. Er wurde im Wahlkreis 062 Düsseldorf-Mettmann III direkt gewählt.
Dem Kreistag des Kreises Düsseldorf-Mettmann gehörte er von 1960 bis 1971 an. Von 1959 bis 1970, 1975 bis 1977 und 1994 bis 2003 war er Mitglied des Rates der Stadt Ratingen.

## Öffentliche Ämter
Vom 26. Juni 1967 bis zum 30. November 1969 war er Landrat des Kreises Düsseldorf-Mettmann.

## Sonstiges
Am 30. Oktober 1970 wurde ihm das Bundesverdienstkreuz am Bande verliehen.